# 阿拉特森林
阿拉特森林（法語：Forêt d'Halatte，法語發音：[fɔʁɛ dalat]）位于法国瓦兹省，桑利斯和蓬圣马克桑斯附近，是法国当今最大的原始森林之一，目前占地43平方公里。阿拉特森林是橡木和山毛榉木材的来源。